# Frederica Planta
Frederica Planta hoặc Frideica Planta (10 tháng 11 năm 1750 – 2 tháng 2 năm 1778) là gia sư và giáo viên tiếng Anh cho các người con của George III và Vương hậu Charlotte thuộc Vương quốc Anh. Cô là con gái của mục sư Andreas Planta, phụ tá thủ thư tại Bảo tàng Anh, và là em gái của thủ thư Joseph Planta. Sau khi Frederica Planta đột ngột qua đời, người em gái Margaret Planta, được gọi là Peggy, kế nhiệm làm giáo viên cho những người con hoàng gia.

## Đầu đời và gia đình
Planta sinh ngày 10 tháng 11 năm 1750, khi cha cô Andreas Planta (1717–1773), ban đầu là mục sư cải cách người Thụy Sĩ, làm việc tại cung điện Ansbach của Charles William Frederick, Bá tước xứ Brandenburg-Ansbach và cũng từng dạy toán học tại Gymnasium Carolinum. Mẹ cô là Margarete Scartazzini de Bolgiani đến từ Bondo. Tên cá nhân của Planta là Frederica, không điển hình cho vùng xuất xứ Val Bregaglia của mẹ cô, mà là đặc trưng hơn cho vùng Brandenburg, có thể được chọn để vinh danh người chủ của cha cô và gia đình. Cô có vài chị gái và một anh trai, Joseph Planta (1744–1827), sau này là thủ thư chính của Bảo tàng Anh. Năm 1752, cha cô chuyển đến Luân Đôn trở thành mục sư của giáo đoàn Cải cách Đức tại Nhà nguyện Savoy ở Luân Đôn, nơi đây ông trở thành phụ tá thủ thư tại Bảo tàng Anh vào năm 1758. Sau năm 1761, ông dạy tiếng Ý cho Vương hậu Charlotte.

## Công việc tại cung điện

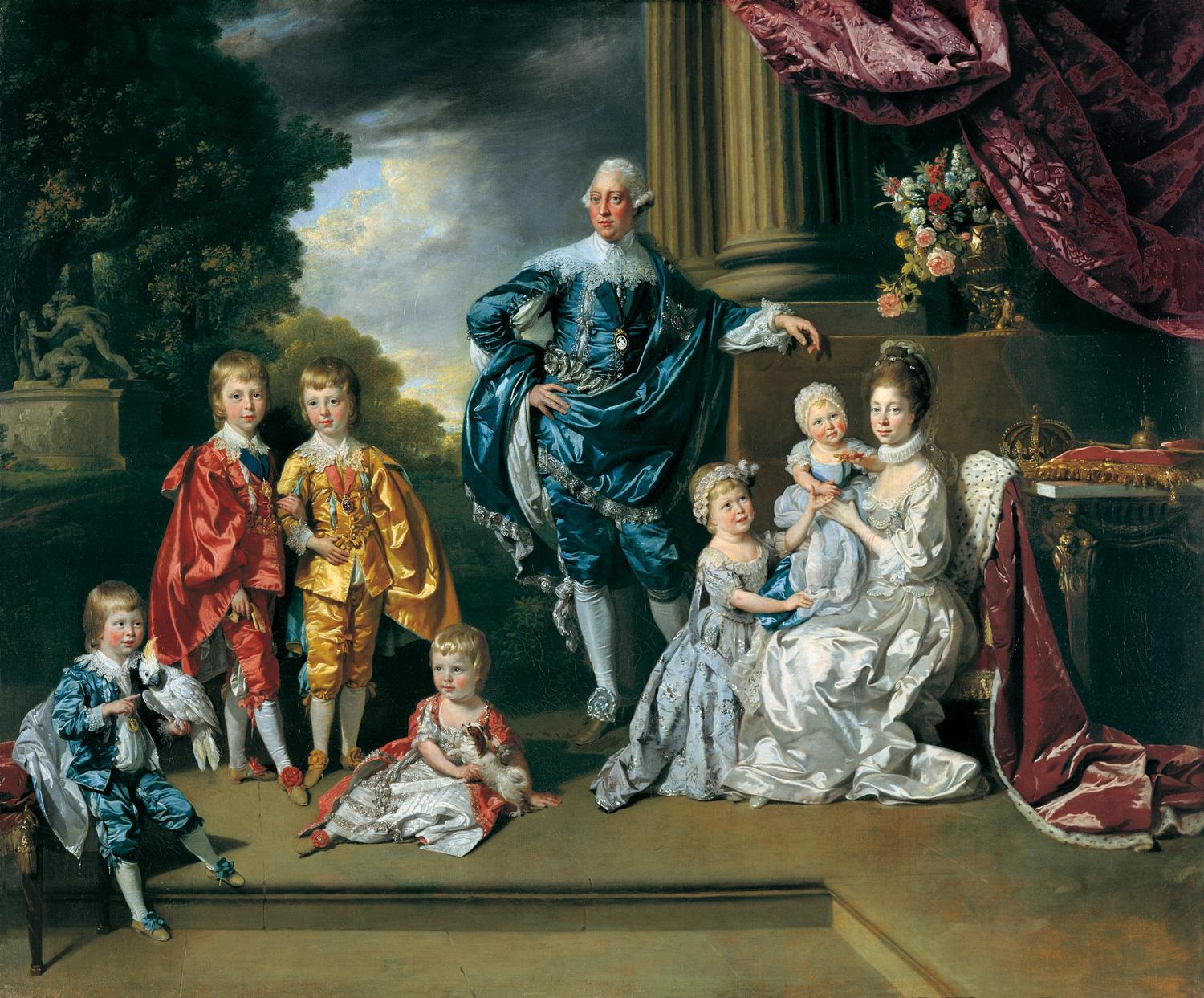
George III, Vương hậu Charlotte cùng sáu người con, tranh của Johan Zoffany, 1770

Vào tháng 7 năm 1771, Planta được thuê làm gia sư tại cung điện của George III và Vương hậu Charlotte, dưới quyền nữ gia sư chính Lady Charlotte Finch. Lúc đầu hoàng gia muốn thuê người chị gái là Elizabeth Planta, nhưng bà từ chối vì muốn tiếp tục làm việc cho Mary Eleanor Bowes. Trước đây, Frederica từng làm gia sư cho Lady Hoskyns và chỉ được nhường việc sau khi có sự can thiệp của đích thân Vương hậu, bất chấp sự phản đối của chủ nhân trước đó. Planta thông thạo bảy ngôn ngữ bao gồm tiếng Latinh và tiếng Hy Lạp, được chỉ thị dạy tiếng Anh cho những đứa trẻ trước, sau đó mới đến các ngôn ngữ khác, cũng như đọc, chữ viết và nền tảng tất cả các môn học. Cô được mô tả là "một tín đồ Cơ Đốc giáo sùng đạo nhất" và sống gần Hoàng gia tại Cung điện Kew. Vương hậu Charlotte quan tâm đến lý thuyết và thực hành giáo dục, bà là người sớm ủng hộ giáo dục thông qua việc chơi đùa. Planta đã làm theo nguyện vọng của Vương hậu, "chiếm được lòng thương yêu của bọn trẻ bằng cách khiến việc học của chúng chơi đùa nhiều nhất có thể", như cô đã viết trong một bức thư. Đối với giáo dục về lịch sử nước Anh, cô thiết kế những tấm thiệp mà các đứa trẻ phải sắp xếp theo đúng thứ tự và coi đây là một công cụ giảng dạy thành công, áp dụng cùng với các câu chuyện. Mức lương Planta là £100 một năm; từ năm 1773, cô nhận thêm £50 cho thực phẩm, trà, sô-cô-la, cà phê và đường. Người chị Elizabeth coi điều kiện làm việc và mức lương của Frederica là "hết sức tầm thường".

## Qua đời
Planta qua đời ngày 2 tháng 2 năm 1778 vì một "căn bệnh tình cờ". Giống như cha mình, cô được chôn cất tại St George's, Bloomsbury. Người em gái Margaret Planta (gọi là "Peggy") kế nhiệm làm gia sư và giáo viên tiếng Anh tại cung điện.